# تراسي كروفورد
تراسي كروفورد (بالإنجليزية: Tracey Crawford)‏ هي مذيعة ‏ بريطانية، ولدت في 1970.